# Donji Orahovac (Trebinje)
Pour les articles homonymes, voir Donji Orahovac.
Donji Orovac (en serbe cyrillique : Доњи Оровац) est un village de Bosnie-Herzégovine. Il est situé sur le territoire de la ville de Trebinje et dans la république serbe de Bosnie. Selon les premiers résultats du recensement bosnien de 2013, il compte 11 habitants.

## Géographie
Le village est situé à la frontière entre la Bosnie-Herzégovine et le Monténégro.
Il est entouré par les localités suivantes :
|               | Skočigrm                             |        |
| Gornji Orovac | Donji Orovac                         | Vučija |
|               | Konjsko Frontière avec le Monténégro |        |

## Démographie

### Évolution historique de la population dans la localité
| 1948 | 1953 | 1961 | 1971 | 1981 | 1991 | 2013 |
| ---- | ---- | ---- | ---- | ---- | ---- | ---- |
| -    | -    | 127  | 106  | 71   | 39   | 11   |

|  |

### Répartition de la population par nationalités (1991)
En 1991, les 39 habitants du village étaient tous serbes.